# Huanquihue
Huanquihue je skupina čedičových struskových kuželů nacházejících se nedaleko argentinsko-chilské hranice, na jihu argentinské provincie Neuquén. Komplex je tvořen řetězem stratovulkánů a struskových kuželů seřazených v severovýchodně-jihozápadním řetězu. Komplex byl aktivní ještě v nedávné době, datace lávových proudů přinesla hodnoty 1750 (± 100 let), což dokládají i ústně přenášené zprávy místních obyvatel.